# Буддизм в Гонконге

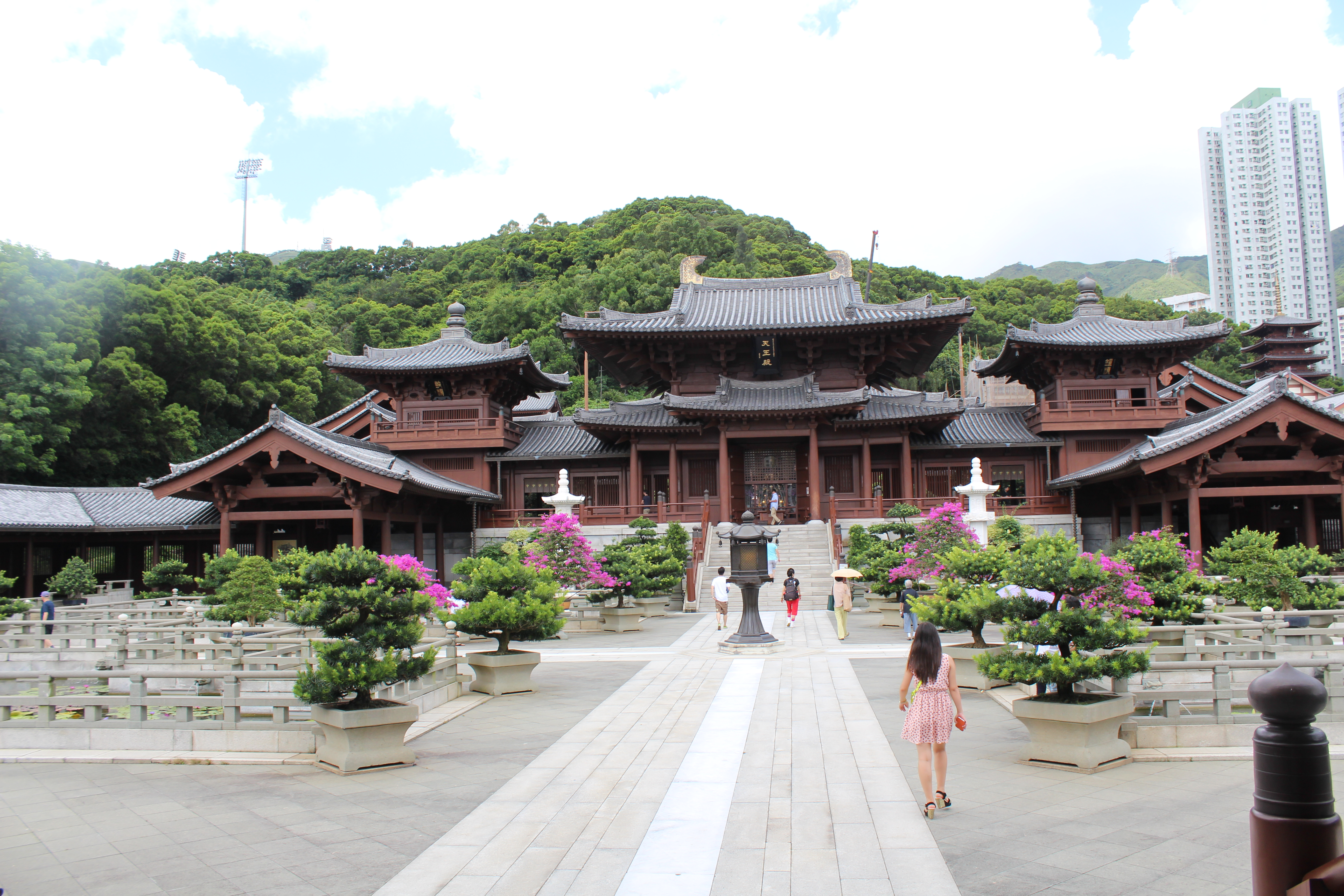
Главный павильон монастыря Чилинь

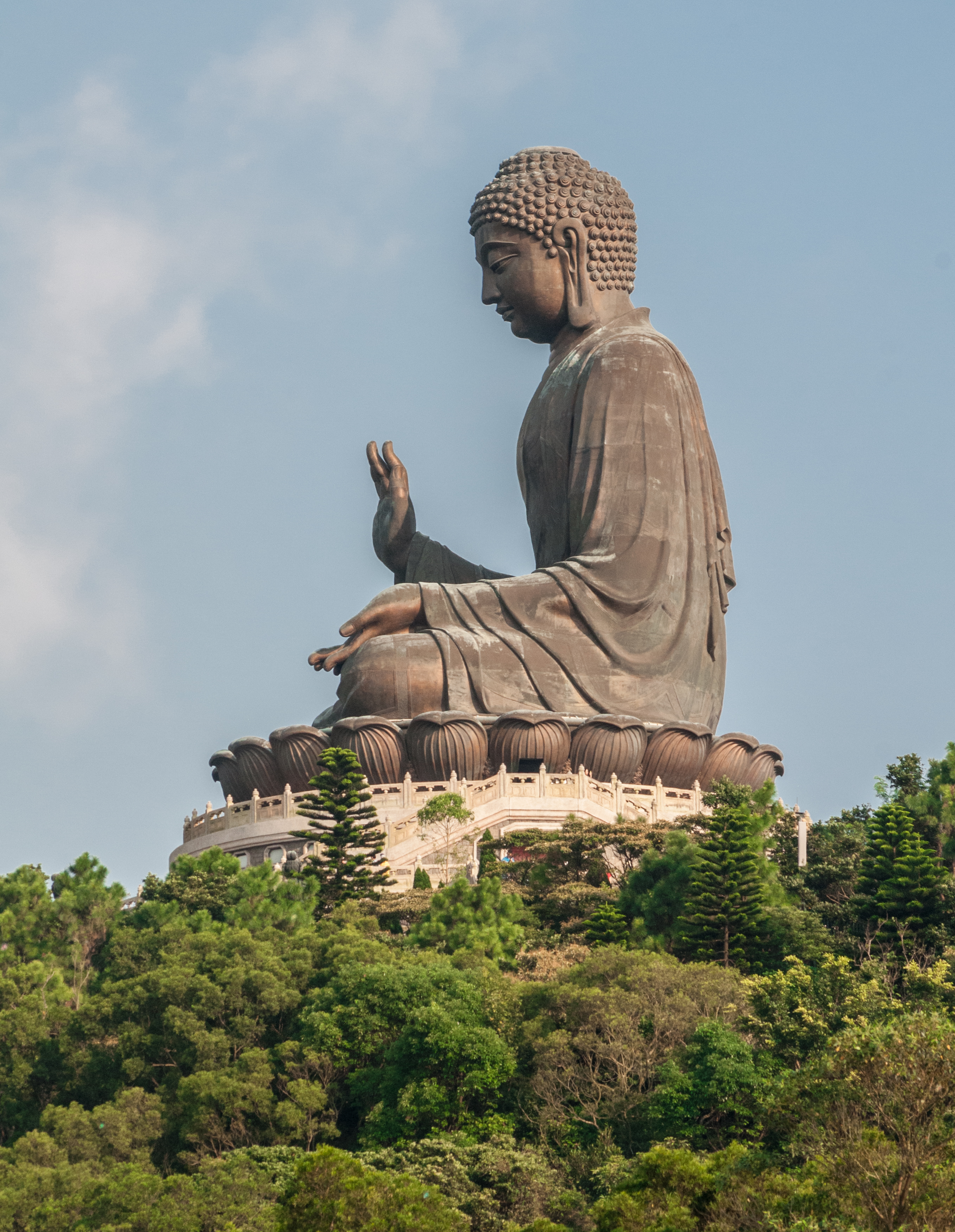
Большой Будда на острове Лантау

Буддизм в Гонконге исповедуют около 700 тысяч человек. В регионе насчитывается примерно 600 буддийских и даосских храмов. Среди наиболее знаменитых — Чилинь в Даймонд-хилл, построенный в архитектурном стиле династии Тан, и По Лин на острове Лантау, известный благодаря бронзовой статуе Большого Будды, которая привлекает большое количество посетителей в выходные и праздничные дни.
Буддийские организации и храмы в Гонконге уже давно участвуют в сферах социального обеспечения и образования. Буддийская ассоциация Гонконга работает совместно с десятком начальных и средних школ, домами престарелых, а также центрами для молодежи и детей.
Под руководством бывшего главы исполнительной власти Дун Цзяньхуа, правительство Гонконга официально признало влияние буддизма в Гонконге. В 1997 году правительство объявило День рождения Будды государственным праздником, заменив им праздник по случаю Дня рождения королевы. Сам Дун — буддист и участвует в широко освещаемой деятельности буддистов в Гонконге и Китае.
Научные исследования буддизма в Гонконге процветают на протяжении последних десятилетий. В Гонконгском университете имеется Центр изучения буддизма. Китайский университет Гонконга также имеет центр по изучению гуманистического буддизма.

## Буддийские школы в Гонконге
В Гонконге можно найти множество школ буддизма, в том числе такие как Тхеравада, Махаяна, Ваджраяна, а также несколько местных школ. В число буддийских организаций Гонконга, придерживающихся тибетской традиции, входит «Буддизм Алмазного Пути» — сеть светских буддийских центров в традиции Карма Кагью, основанных Ламой Оле Нидала и находящихся под духовным руководством 17-го Кармапы Тринле Тхае Дордже. Японская буддийская школа Сока Гаккай насчитывает в Гонконге 50 тысяч последователей. Их местная ассоциация называется «Сока Гаккай Интернешенал в Гонконге» (HKSGI) и поддерживает мир, культуру и образование на основе принципов Нитирэн.